# 有料道路

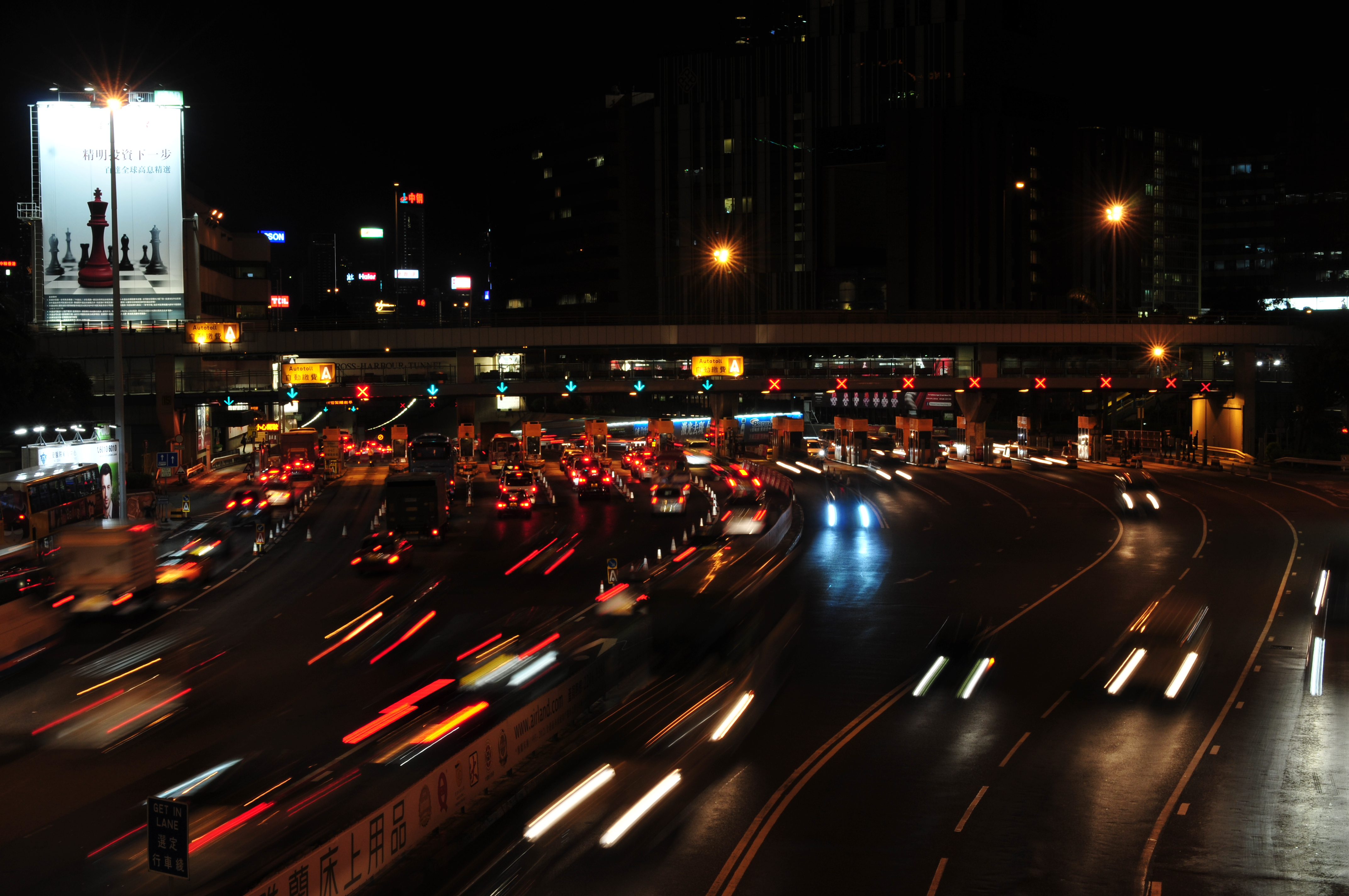
香港の有料道路料金所

有料道路（ゆうりょうどうろ）とは、その通行・利用に際して利用者から通行料を徴収することのできる道路である。
2007年時点での世界の有料道路延長は、推計で約14万キロメートル。そのうち約10万キロメートルが、中華人民共和国のものである。

## 日本の有料道路
日本では、全国各地の高速道路をはじめ、橋やトンネル、観光地を走るドライブウェイ（観光道路）などに、その道路を利用する通行人に対して料金を徴収する制度がある有料道路がある。長大橋は建設するために多額の費用を要するところから、有料橋として建設されることが多い。また、長大トンネルも高速道路上に建設されることが多いため、新直轄方式で建設されたものを除いて有料である。有料道路の中には、通行料金を徴収して償還期間を終えたものは無料化されるものがある。
日本の有料道路の種類には、道路法による有料道路と、道路運送法による有料道路がある。事業主体もさまざまで、道路法による有料道路はもともと国や地方自治体などの公共団体、道路運送法による有料道路は民間会社によるものである。収入源となる通行料金の設定は、道路法上の道路では償還主義の原則により利用者に必要最低限の負担とするのに加えて一部の車両からは料金を徴収しないのに対し、道路運送法上の有料道路では適正な利潤となる料金設定が認められている。
自動車専用に指定された道路とされない道路がある。

### 歴史
江戸時代から既に五街道や脇往還などの街道筋で橋が架けられない大河川では、渡し船などにより通行料を徴収していたところがあり、豊前国にある青の洞門（現在の大分県中津市）は日本初の有料街道とされている。有料の道路として法令で認められるようになったのは明治時代に入ってからである。
1871年（明治4年）に明治政府は「治水修治ノ便利ヲ興ス者ニ税金取立ヲ許ス」との太政官布告第648号により、道路・橋梁などを私財で建設して開設した者に対して、それらを利用する通行人から通行料を徴収することを認めた。当時はまだ自動車が走っていない交通手段が徒歩主流の時代であったが、この布告により、東海道筋の小田原市板橋 - 箱根町湯本山崎間：4.1キロメートル (km) が1875年（明治8年）9月25日に法令交付後以降では日本初の有料道路として開通した。この道路は、箱根湯本の福住旅館の館主で二宮尊徳の高弟・福住正兄が、湯治にきた福沢諭吉の勧めで建設したものである。
さらに1880年（明治13年）、静岡県にある旧・東海道の中山峠（金谷 - 日坂間：3,663メートル）が有料道路となり、約20年間にわたり通行人から通行料を徴収したという記録がある。また同年には、長野県大町市と富山県富山市を結ぶ立山新道も牛馬も通れる有料道路として開通している。
それまで、太政官布告第648号以外に存在しなかった有料道路の規程に加え道路運送法の前身である自動車交通事業法(昭和6年法律第52号)により、自動車道事業が定義され、一般自動車道および専用自動車道の規定が設けられた。
日本に有料道路制度が設けられたのは、戦後日本の苦しい財政事情が背景にあり大いに関係している。1952年（昭和27年）に旧道路整備特別措置法(昭和二十七年法律第百六十九号)により創設された有料道路制度は、初めて通行する自動車から通行料を徴収する内容で、その第1号として認められたのが、三重県の参宮有料道路（宮川 - 松坂間：10.6 km）である。参宮有料道路は、1953年（昭和28年）に伊勢神宮の式年遷宮を機にに建設されたものであり、この頃から自動車から料金を徴収する日本初の有料道路が誕生した。さらに、1954年（昭和29年）には、栃木県日光市にある奥日光へと通じる既存の坂道を改築して整備された日光いろは坂が有料道路として生まれ変わり、これが日本の有料道路制度の2例目である。
現在ある有料道路は、1956年（昭和31年）3月14日に廃止制定された道路整備特別措置法によるものである。これにより同年4月16日には、主に高速自動車国道と一般有料道路の建設と運営管理をおこなう団体として日本道路公団が発足した。2005年（平成17年）10月1日に同公団は民営化され、管轄していた有料道路は日本高速道路保有・債務返済機構に承継、NEXCO3社が管理するようになった。

### 有料道路の種類と事業主体

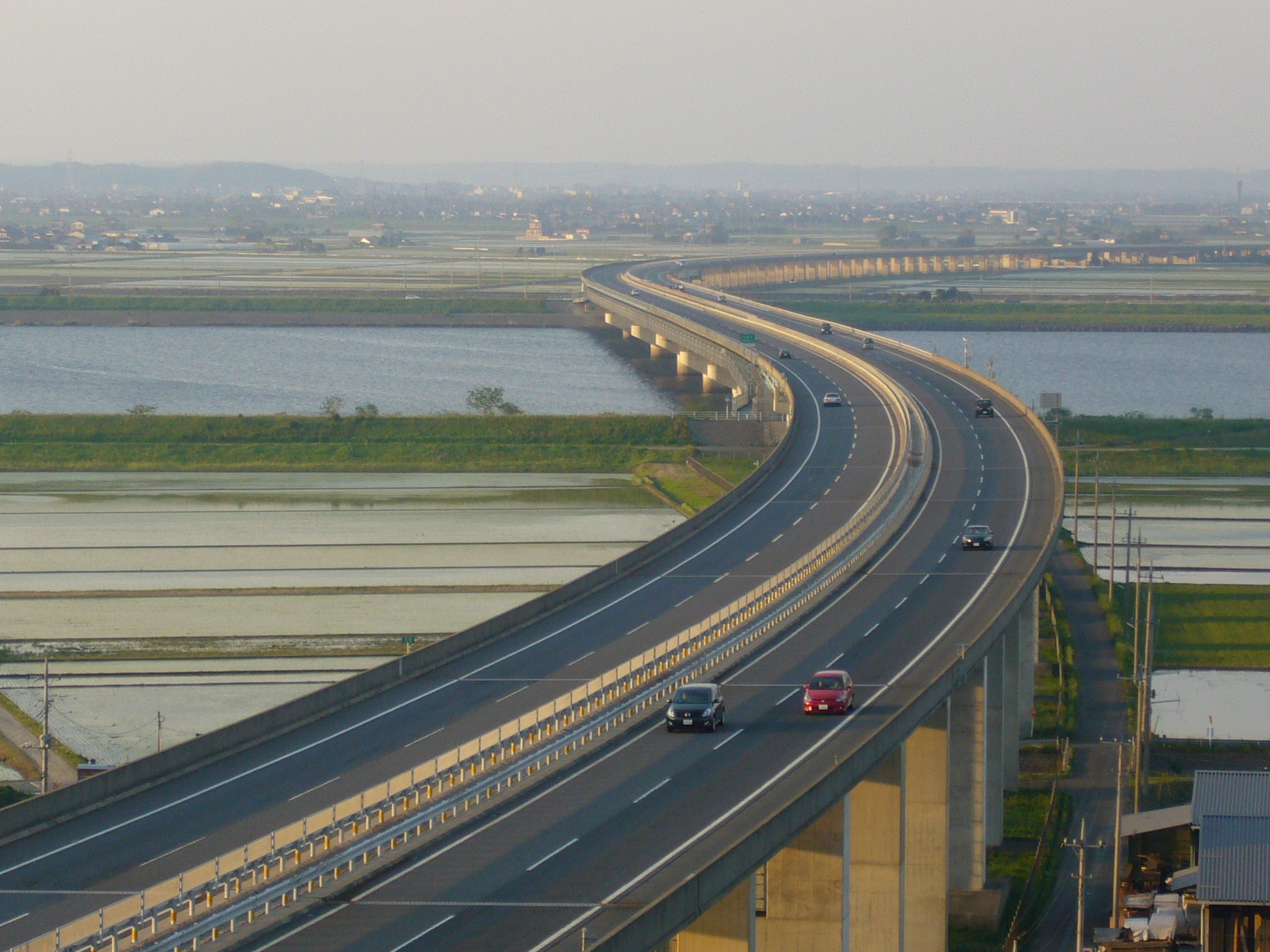
道路法上の有料道路の例（東関東自動車道）

#### 道路法による有料道路
道路法による有料道路には、高速自動車国道、都市高速道路、一般有料道路、有料橋・有料渡船施設があり、それぞれ事業主体ごとにまとめると下表の通りとなる。
| 事業主体                                                             | 有料道路の種類                                  |
| -------------------------------------------------------------------- | ----------------------------------------------- |
| 東日本高速道路株式会社 中日本高速道路株式会社 西日本高速道路株式会社 | 高速自動車国道                                  |
| 東日本高速道路株式会社 中日本高速道路株式会社 西日本高速道路株式会社 | 一般有料道路 （一般国道、都道府県道、指定市道） |
| 首都高速道路株式会社 阪神高速道路株式会社 指定都市高速道路公社       | 都市高速道路                                    |
| 本州四国連絡高速道路株式会社                                         | 本州四国連絡高速道路 （一般国道）               |
| 地方道路公社                                                         | 一般有料道路 （一般国道、都道府県道、市町村道） |
| 地方公共団体 （都道府県・市町村）                                    | 一般有料道路 （都道府県道、市町村道）           |
| 地方公共団体 （都道府県・市町村）                                    | 有料橋・有料渡船場 （都道府県道、市町村道）     |

#### 道路法によらない有料道路
道路法によらない有料道路には、

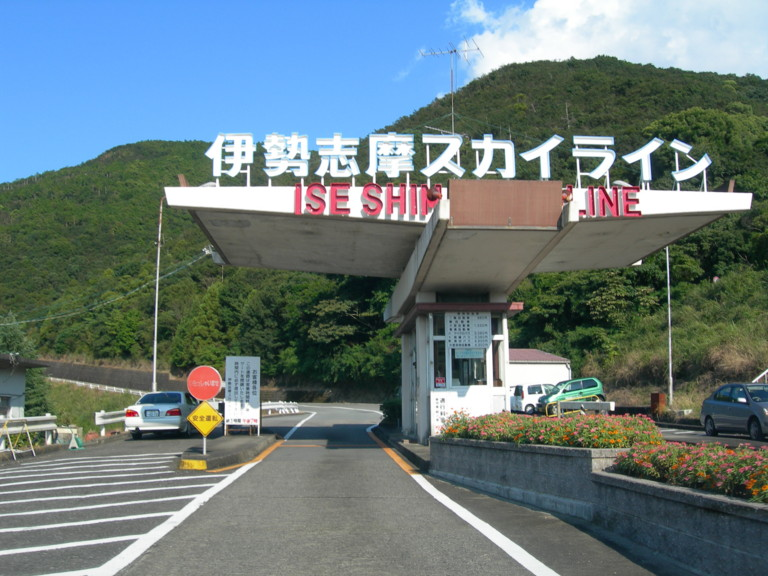
道路運送法上の有料道路の例（伊勢志摩スカイライン）

- 道路運送法による一般自動車道（民間企業が運営を行なう有料の私道）
- 森林組合法による林道
- 自然公園法による公園道
- 漁港漁場整備法による漁港道

がある。

### 道路整備特別措置法
道路法に基づく道路は、一般財源を元に公共事業として行われ、無料で供用されるのが原則であるが、限られた予算のみだけでは多くの交通需要に対応することは難しいのが現実である。そこで、道路整備の緊急性と財政上の要請により、財源不足を補う方法として借入金によって道路をつくり、特別の措置として開通後の料金徴収を認めて、借入金の返済に充てられるものが道路整備特別措置法に基づく有料道路制度である。この制度が適用される有料道路として、高速自動車国道、都市高速道路、本州四国連絡高速道路、一般有料道路の4種類がある。
特に、一般有料道路は、その道路以外の道路が利用でき、その道路を通らざるを得ない状況ではない場合で、かつ、その道路の利用・通行によって道路利用者が著しく利益を得る場合に限り認められる。一般有料道路の新設・改築などには道路管理者と国土交通大臣の許可が必要である。

#### 償還主義
この法律に基づき道路を有料で管理する場合、高速自動車国道、都市高速道路、本州四国連絡高速道路については、それぞれの徴収期間ごとに認可を受けなければならない。また、一般有料道路については、料金の徴収期間が定められたうえでその許可が受けられる。いずれも、償還後は無料開放される前提で有料管理が認められている。
この償還主義の例外として、維持管理有料制度がある。｢道路管理者が当該道路の維持又は修繕に関する工事を行うことが著しく困難又は不適当であると認められるとき｣、料金の徴収期間経過後も有料管理を継続できるものである。
道路法上の道路では、高速自動車国道や都市高速道路のように有料道路によって路線網が形成されているものと、単一路線のみの場合とでは、料金決定の考え方は異なる。原則的には、両者とも料金収入によって料金徴収期間内に道路建設および管理費用を償う点で共通するが、これに加えて、それぞれ「公正妥当主義」と「利便主義」という考え方の原則に則り、料金は決定されている。
公正妥当主義
有料道路によって路線網が形成される高速自動車国道・都市高速道路の通行料金は、「公正妥当主義の原則」に則っている。他の公共交通機関や近隣の有料道路などの物価と比較して公正妥当でなければならないとされる。
便益主義
1路線のみの有料道路である本州四国連絡道路・一般有料道路の通行料金は、「便益主義の原則」に則っている。道路を通行または利用することで、短縮時間と走行経費の節約額の便益の合計額を上回ってはならないとされている。

### 現状と問題点
大型車、特大車は貨物輸送に頻繁に利用されており、高速自動車国道では貨物車が全利用車の半数を占める一方で交通量自体は減少傾向にあることもあり、貨物車に対し料金面で一定の優遇策が取られる。
道路管理者が異なる区間の相互通行、有料、無料区間の相互通行では料金所を通過する度にターミナルチャージが掛かる。

#### 不正通行
政治団体の特大車に相当する街宣車が、軽自動車としての料金へと減額するよう料金収集員を脅す例、あるいはフリーウェイクラブが発行する「無料通行宣言書」やそれに類する書類を提出し、通行料金を支払わない例などが存在する。これらの行為に対し、道路整備特別措置法違反を根拠に行為者の逮捕や料金回収が行われている。

## 欧米の有料道路

### イギリス
イギリスでは16世紀中頃から教会が教区ごとに賦役労働（stature labour）を課して道路の維持管理を行っていた。しかし、18世紀になると道路需要が増大し、教区による公的道路管理から、受託者団（trustee）による受益者負担の原則による有料道路方式が導入されるようになった。有料道路は最初は公道の補完物として導入されたが、交通量の増加と土木工事技術の向上により有料道路の建設と改修が進んでいった。
1720年代までイギリスの有料道路はロンドン近郊と西部諸都市に限定的にわずかにあったにすぎなかった。1720年代になり主要都市で有料道路建設が計画されるようになり、1730年代にいったん落ち込んだが、1740年代から再び活発に建設され、1750年代にはロンドンへの主要道路のほとんどが有料道路化された。
道路全体からみると1820年頃の有料道路は当時の公道（約125,000マイル）の7分の1にすぎなかったが、輸送の質の向上、大規模投資、土木技術の発展、諸都市の発展に有料道路の果たした役割は大きいとされている。

### アメリカ合衆国
アメリカ合衆国では18世紀末まで道路の改良が進まず、牛や馬が主要な輸送手段だった。しかし、1808年の財務長官アルバート・ギャラティンの報告書は19世紀の内陸交通改良の出発点になったとされている。だが、特定の州や地域に利益が生じる事業を連邦政府が行うことは憲法上の制約があり、当時、連邦政府は州政府に比べて財政力が小さく実施は困難であった。そのため比較的短距離の輸送需要がある有料道路は多くが私的資本で建設され、アパラチア山脈を越えるような長距離の有料道路は、州政府の主導（私的資本への援助や第三セクターを含む）で建設された。
最初の有料道路建設のピークは、1810年前後のアメリカ産業革命の開始期にあり、1800～1820年頃まではアメリカ有料道路時代（Turnpike Era）と呼ばれている。
次の有料道路建設のピークは、1840年代以降の鉄道建設が本格化した時代で、長距離輸送を担う鉄道の支線または都市から近郊への交通路として、プランク・ロード（Plank Road）と呼ばれる短距離だが効率的な有料道路が建設されるようになった。
このような有料道路は多くの場合、州の特許を得た会社が経営し、州法で料金が細かく規定され、特許が期限切れとなったときは公道として開放された（期限前に州政府などが買い上げることもあった）。連邦政府による長距離有料道路も建設されたが、中西部との主要な輸送手段は運河や鉄道に移り、私企業が経営する有料道路は経営上の困難から放棄されたり地方政府の管理に移された。1840年代には州が有料道路や橋の無料化のために郡（地方政府）に買収する権利を与えたり、特許の延長の拒否を決定するようになり、有料道路の時代は終わりを迎えることとなった。
アメリカ合衆国の高速道路は基本的に無料であるが、一部に通行料のかかる橋や通行料のかかる区間がある。有料道路では料金所が設置されており、自動料金収受システムも導入されている。

## 中国の有料道路
世界の有料道路のうち約7割がある中国では、道路料金の高さが問題になっている。これは、独占企業である運営会社が暴利をむさぼっているためであるとされている。道路料金は、道路建設費の償却が行われた後は無料になることになっているが、運営会社は経営状況を公開せず、道路建設費の償却状況を明らかにしていない。